# Škoda Transtech

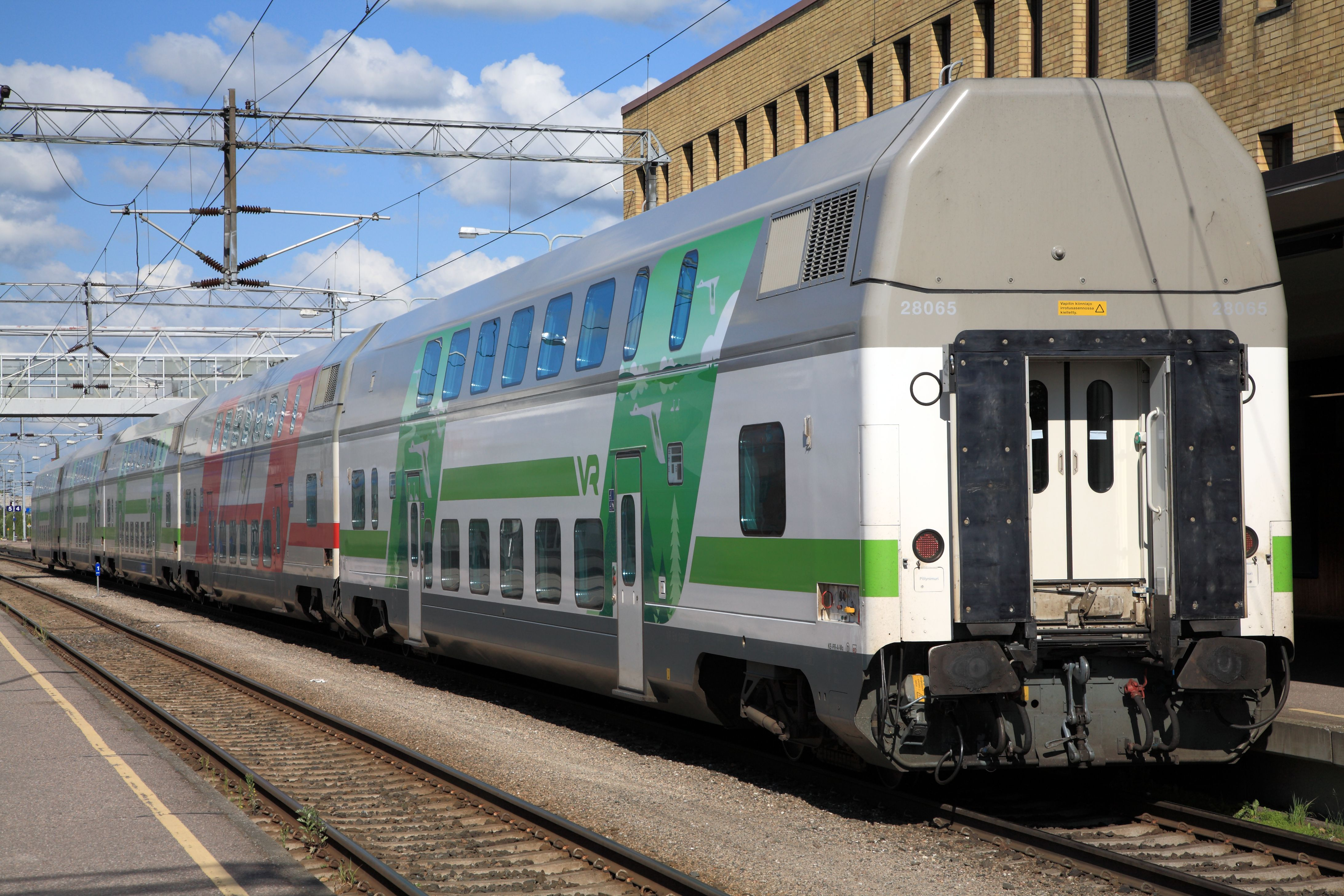
Dubbeldäckade vagnar, byggda av dåvarande Talgo Oy

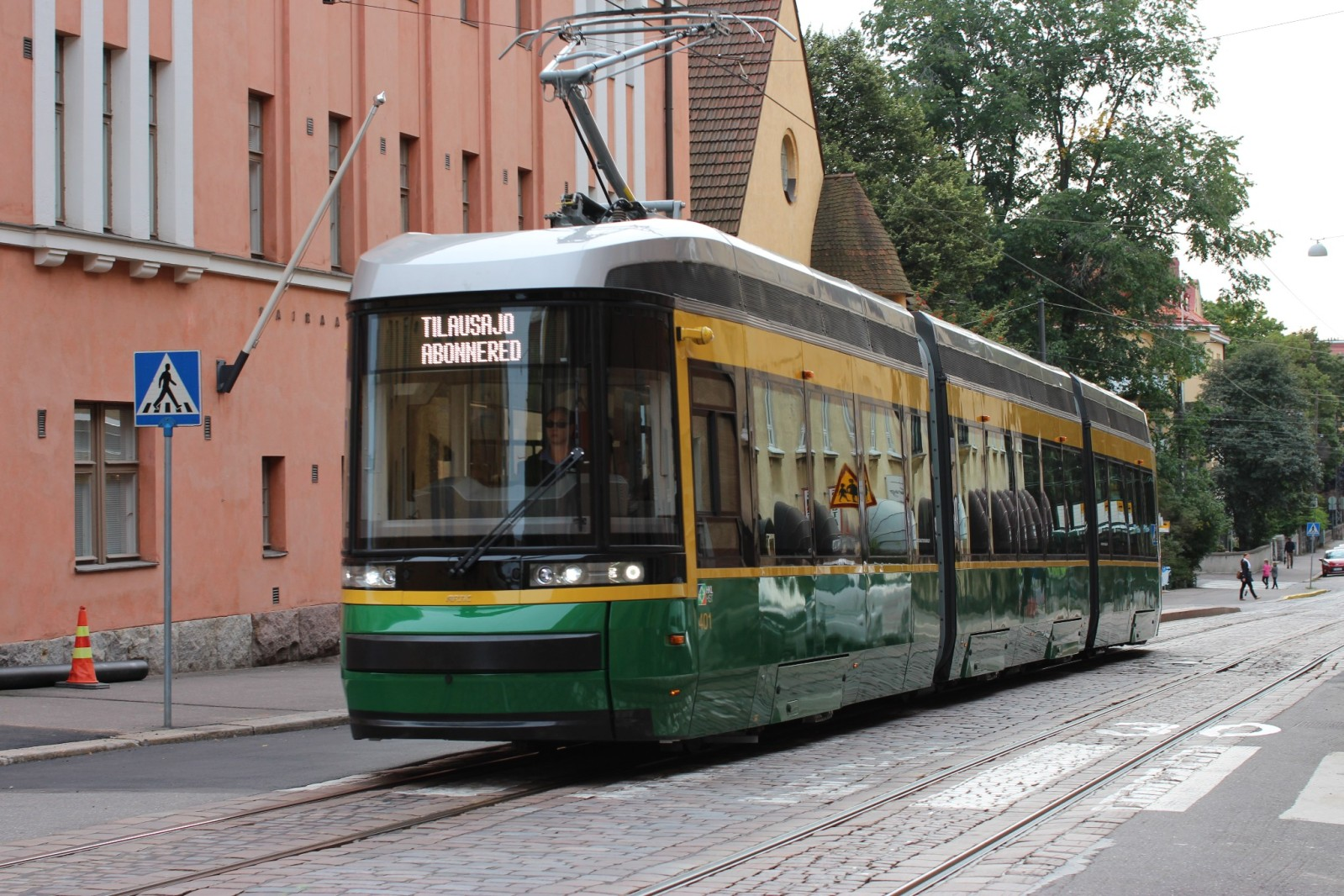
Artic-spårvagn i Helsingfors

Transtech Oy är ett finländskt verkstadsföretag, som tillverkar rullande järnvägsmaterial.
Transtech har huvudkontor i Uleåborg och verkstäder i Otanmäki.

## Historik
Ståltillverkaren Rautaruukki började under 1980-talet bygga godsvagnar i Otanmäki och Taivalkoski och grundade 1985 Transtech Oy. År 1991 slogs verksamheten samman med Valmets tillverkning av lokomotiv och passagerarvagnar i Tammerfors. Rauttarukki sålde 1998 fabriken i Taivalkoski till maskintillverkaren Telatek Oy och 1999 återstående järnvägsvagnstillverkning till spanska Patentes Talgo. 
År 2007 köptes företaget av den finländska investerargruppen Pritech Oy, varefter det såldes vidare till Škoda Transportation i Tjeckien 2015. 

## Spårvagnar
Mellan 1998 och 2003 slutmonterade Transtech 40 spårvagnar av typ Variobahn för Helsingfors spårvägar på kontrakt med tågtillverkaren Adtranz.  
Transtech har sedan 2013 levererat egenkonstruerade spårvagnar. En första omgång på 40 låggolvspårvagnar av typ Artic har såldes till Helsingfors spårvägar.